# Villafranco del Guadalhorce

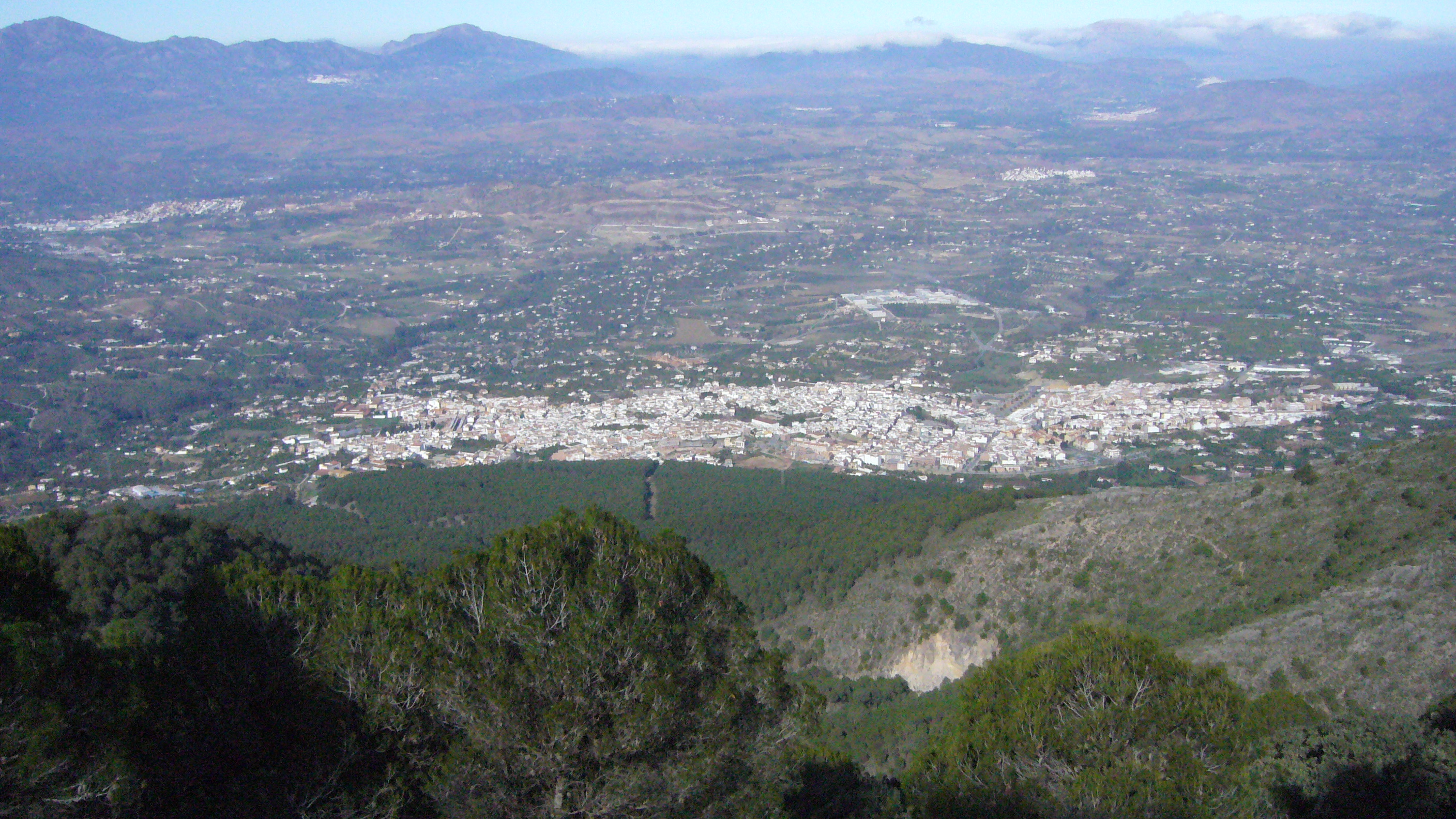
Alhaurín el Grande en primer plano. Villafranco del Guadalhorce arriba a la derecha.

Villafranco del Guadalhorce es una pedanía de Alhaurín el Grande (Málaga) situada al norte del municipio y enclavada en el centro del valle del Guadalhorce, lo que le brinda acceso a la autovía de Campillos a Málaga ( A-357 ) y la carretera Coín - Cártama ( A-355 ). La pedanía está separada del núcleo principal por el río Fahala. En 2024 tenía una población de 774 habitantes.

## Toponimia
El topónimo «Villafranco del Guadalhorce» hace referencia al río Guadalhorce y a Francisco Franco.
El 1 de agosto de 2025 el municipio de Alhaurín el Grande, el cual pertenece esta pedanía, votó a favor del cambio de nomenclatura al de Villa del Guadalhorce, respondiendo así a la Ley de Memoria Democrática que insta a cambiar todos los nombres de procedencia franquista. El voto fue favorable por parte de los partidos PSOE e Izquierda Unida, con votos en contra de PP y VOX. Desde esta fecha está abierto un proceso administrativo con tal de oficializar el cambio de nombre de la pedanía.

## Historia
Villafranco fue fundado en 1964 por el Instituto Nacional de Colonización. Es, por tanto, uno de los núcleos de nueva creación consecuencia de la colonización agraria en Andalucía.

## Población
Los habitantes de Villafranco del Guadalhorce se denominan villafranqueños. Está situado en el corazón del valle del Guadalhorce, desde su torre se pueden divisar todos los pueblos de alrededor. Su población apenas supera los setecientos habitantes.

## Fiestas y Ferias
La romería de Villafranco se celebra en el día 1 de mayo en Río Grande. Comienza con la concentración de carrozas en la plaza, luego se celebra la Misa Rociera en honor a la Patrona Mª Auxiliadora, que la realiza el Coro Rociero Mª Auxiliadora. Una vez finalizada la misa, la virgen se traslada a una de las carrozas para hacer el camino hacia Río Grande. El camino, se suele realizar a pie, a carroza o a caballo. Es muy bonito debido a la fecha del año en la que nos encontramos, la primavera. Todos van cantando, bailando y disfrutando al máximo.
Una vez en el río, todas las familias disfrutan de un gran día, en el que se reparte sangría fresca a la llegada y más tarde paella para todos los asistentes.
Sobre la 8 de la tarde, se hace la vuelta de la romería hacia Villafranco. Una vez aquí, se termina la Romería con la entrega de la Patrona Mª Auxiliadora, en la Parroquia que lleva su mismo nombre.
La feria es el primer fin de semana de julio. En la Plaza Mayor, se instala la caseta Municipal, donde la gente está animada con orquestas, bailes regionales y cantes flamencos.
En el campo de fútbol, se suele colocar la caseta de la Juventud, también animada con todo tipo de músicas.
La feria de día es muy divertida, el sábado se reparten sardinas y cerveza y el domingo para pasar la resaca, se reparte churros.
El domingo, se clausura con cohetes y traca final.

## Instalaciones
La pedanía cuenta con un colegio, el CEIP CARMEN ARÉVALO; una biblioteca, Mari Pepa Estrada; una iglesia;Mª Auxiliadora, un salón-museo de ensayo; Coro Rociero Mª Auxiliadora, un centro de mayores y un salón de usos múltiples.